# Fronteira dos Vales
Fronteira dos Vales – miasto i gmina w Brazylii, w stanie Minas Gerais. Znajduje się w mikroregionie Nanuque.